# Separation Range
Alla latitudine 84º20' S, il Commonwealth Range, catena montuosa che fa parte dei Monti della Regina Maud, in Antartide, si biforca e forma due catene di montagne separate dal Ghiacciaio Hood. Il Separation Range, lungo 60 km, rappresenta il ramo orientale della biforcazione e va a terminare a nord nella Barriera di Ross.
La denominazione fu assegnata dalla New Zealand Alpine Club Antarctic Expedition del 1959-60.